# Accra Hearts of Oak Sporting Club
L'Accra Hearts of Oak Sporting Club, noto come Hearts of Oak, è una società calcistica ghanese di Accra, fondata nel 1910. Milita nella Premier League, la massima serie del campionato ghanese di calcio.
A livello nazionale ha vinto 21 campionati ghanesi, 11 Coppe del Ghana (record) e 3 Supercoppe del Ghana (record condiviso). A livello internazionale si è aggiudicata una CAF Champions League (2000) e una Supercoppa africana (2001).
Gioca le gare casalinghe all'Accra Sports Stadium, che ha una capienza di circa 35 000 spettatori.

## Storia
Il club fu costituito l'11 novembre 1911 ad Accra, capitale del Ghana. Vinse il primo titolo nel 1922, quando si tenne la prima edizione della Accra Football League, il torneo fondato dal governatore della Costa d'Oro (Gold Coast), Gordon Guggisberg. Delle 12 Accra Football League disputate, gli Hearts of Oak se ne aggiudicarono 6. Il club vinse anche la Gold Coast Club Competition, il torneo precursore coloniale della Premier League ghanese. Nel 1956 l'Hearts si unì alla Federazione calcistica del Ghana.
Nel 2000 il club si aggiudicò la Coppa del Ghana, il campionato e, per la prima volta, la CAF Champions League, completando il treble  sotto la guida dell'allenatore Joseph Ansah.
Il 9 maggio 2001, nel peggior disastro calcistico della storia dell'Africa, morirono 127 persone durante la partita tra Hearts of Oak e Asante Kotoko. I problemi iniziarono quando i tifosi dell'Asante cominciarono a strappare i seggiolini in segno di vandalica protesta, quando l'Hearts conduceva per 2-1. La polizia reagì lanciando gas lacrimogeni fra la folla, reazione ritenuta spropositata.

## Organico

### Rosa 2020-2021
| N. |                  | Ruolo | Calciatore                 |
| -- | ---------------- | ----- | -------------------------- |
| 1  | Ghana (bandiera) | P     | Benjamin Nana Yeboah       |
| 2  | Ghana (bandiera) | D     | Fatawu Mohammed (capitano) |
| 3  | Ghana (bandiera) | A     | Victor Aidoo               |
| 4  | Ghana (bandiera) | D     | Franklin Owusu             |
| 5  | Ghana (bandiera) | C     | Frederick Ansah Botchway   |
| 6  | Ghana (bandiera) | D     | William Dankyi             |
| 7  | Niger (bandiera) | C     | Abdourahmane Mamane        |
| 8  | Ghana (bandiera) | C     | Benjamin Afutu             |
| 9  | Ghana (bandiera) | A     | Abednego Tetteh            |
| 10 | Ghana (bandiera) | C     | Emmanuel Nettey            |
| 11 | Ghana (bandiera) | C     | Michelle Sarpong           |
| 12 | Ghana (bandiera) | C     | Dominic Eshun              |
| 13 | Ghana (bandiera) | C     | Kwadwo Obeng Junior        |
| 14 | Ghana (bandiera) | D     | Robert Addo Sowah          |
| 15 | Ghana (bandiera) | D     | Mohammed Alhassan          |
| 16 | Ghana (bandiera) | P     | Ben Mensah                 |
| 17 | Ghana (bandiera) | C     | Patrick Razak              |

| N. |                           | Ruolo | Calciatore            |
| -- | ------------------------- | ----- | --------------------- |
| 18 | Ghana (bandiera)          | C     | Daniel Barnie Afriyie |
| 19 | Ghana (bandiera)          | A     | Salifu Ibrahim        |
| 20 | Costa d'Avorio (bandiera) | A     | Eric Dizan            |
| 21 | Ghana (bandiera)          | A     | Isaac Mensah          |
| 22 | Ghana (bandiera)          | P     | Richmond Ayi          |
| 23 | Ghana (bandiera)          | D     | Nuru Sulley           |
| 24 | Ghana (bandiera)          | C     | Nurudeen Abdul-Aziz   |
| 25 | Ghana (bandiera)          | D     | Larry Sumaila         |
| 26 | Rep. del Congo (bandiera) | D     | Raddy Ovouka Machel   |
| 27 | Ghana (bandiera)          | C     | Abdul Manaf Umar      |
| 28 | Ghana (bandiera)          | C     | Enoch Addo            |
| 29 | Ghana (bandiera)          | D     | James Sewornu         |
| 30 | Ghana (bandiera)          | P     | Richard Attah         |
| 31 | Ghana (bandiera)          | D     | Caleb Amankwah        |
|    | Ghana (bandiera)          | C     | Amidu Salifu          |
|    | Ghana (bandiera)          | C     | Aminu Alhassan        |

### Rosa 2019-2020
| N. |                         | Ruolo | Calciatore          |
| -- | ----------------------- | ----- | ------------------- |
| 1  | Ghana (bandiera)        | P     | Richard Baidoo      |
| 2  | Ghana (bandiera)        | D     | Fatawu Mohammed     |
| 3  | Ghana (bandiera)        | D     | Benjamin Agyare     |
| 4  | Ghana (bandiera)        | C     | Daniel Kodie        |
| 6  | Ghana (bandiera)        | C     | Benjamin Kotey      |
| 7  | Ghana (bandiera)        | D     | Robert Addo         |
| 8  | Ghana (bandiera)        | C     | Samudeen Ibrahim    |
| 9  | Burkina Faso (bandiera) | A     | Abubakar Traore     |
| 11 | Ghana (bandiera)        | A     | Joseph Esso         |
| 12 | Ghana (bandiera)        | D     | William Dankyi      |
| 13 | Ghana (bandiera)        | C     | Kwadwo Obeng Junior |

| N. |                           | Ruolo | Calciatore         |
| -- | ------------------------- | ----- | ------------------ |
| 15 | Ghana (bandiera)          | D     | Mohammed Alhassan  |
| 16 | Ghana (bandiera)          | P     | Ben Mensah         |
| 19 | Ghana (bandiera)          | C     | Aminu Alhassan     |
| 21 | Ghana (bandiera)          | D     | Christopher Bonney |
| 22 | Ghana (bandiera)          | P     | Richmond Ayi       |
| 23 | Ghana (bandiera)          | A     | Selasie Bakai      |
| 24 | Ghana (bandiera)          | C     | Charles McCarthy   |
| 26 | Rep. del Congo (bandiera) | D     | Okemba Ovouka      |
| 29 | Ghana (bandiera)          | D     | James Sewornu      |
|    | Ghana (bandiera)          | C     | Dominic Eshun      |
|    | Ghana (bandiera)          | A     | Bernard Arthur     |

## Palmarès

### Competizioni nazionali
- Campionato ghanese: 21

1956, 1958, 1961-1962, 1971, 1973, 1976, 1978, 1979, 1984, 1985, 1989-1990, 1996-1997, 1997-1998, 1998-1999, 1999, 2000, 2001, 2002, 2004-2005, 2006-2007, 2008-2009, 2020-2021
- Coppa del Ghana: 11

1973, 1974, 1979, 1981, 1989, 1993-1994, 1995-1996, 1999, 2000, 2021, 2022
- Supercoppa del Ghana: 3

1997, 1998, 2021

### Competizioni internazionali
- CAF Champions League: 1

2000
- Supercoppa CAF: 1

2001
- Coppa della Confederazione CAF: 1

2004

### Altri piazzamenti
- Ghana Premier League:

Terzo posto: 2011-2012, 2013-2014, 2016, 2017
- Coppa del Ghana:

Finalista: 1958, 1960, 1961-1962, 1976, 1990, 1995, 2017
- CAF Champions League:

Finalista: 1977, 1979
Semifinalista: 1972
- Coppa delle Coppe d'Africa:

Semifinalista: 1982
- Supercoppa CAF:

Finalista: 2005